# Пугиев, Виктор Георгиевич
Виктор Георгиевич Пугиев (род. 20 октября 1938, Будённовск) — советский и российский государственный деятель.

## Биография
Пугиев В. Г. родился 20 октября 1938 года в городе Будённовск, Ставропольского края.

### Образование
Окончил Новочеркасский политехнический институт и Горьковский инженерно-строительный институты, кандидат технических наук, профессор.

### Деятельность
Трудовую деятельность начал на стройках города Кирова и Кировской области. Затем работал в регионе Кавказских Минеральных Вод, где прошёл путь от главного инженера до начальника Главминкурортстроя СССР.
В 1982 году он возглавил Главное управление капитального строительства ВЦСПС, в 1989 году назначен председателем Центрального Совета по туризму и экскурсиям ВЦСПС.
С 1991 года и по настоящее время Виктор Георгиевич является Президентом открытого акционерного общества «ЦСТЭ-ИНТУР». В 1994 году избран заместителем председателя Федерации Независимых профсоюзов России, оставаясь на должности президента «ЦСТЭ-ИНТУР».

### Семья
Пугиев В.Г. женат, имеет троих детей, двух сыновей и дочь, а также четырёх внуков.

## Награды
- Заслуженный строитель РСФСР.
- За большой вклад в экономику города, заслуги в области строительства и реконструкции санаторно-курортного комплекса Ессентуков — Виктору Георгиевичу Пугиеву в июне 2000 года присвоено звание «Почётный гражданин города Ессентуки».
- В 2009 году «За выдающиеся заслуги в социально-экономическом развитии края и многолетний добросовестный труд» награждён медалью «Герой труда Ставрополья».[1]